# 長倉三郎
長倉三郎（日语：／ Nagakura Saburo */?，1920年10月3日—2020年4月16日），日本物理化学家，前日本学士院院长（2001年－2007年）。

## 生平
1920年生于靜岡縣駿東郡（現沼津市）。曾就读于靜岡縣立沼津中学校。1943年毕业于东京帝国大学理学部化学专业。1953年获东京大学理学博士学位。
曾在东京大学放射線化学研究所工作，1959年成为东京大学物性研究所教授。1981年定年退休，任冈崎国立共同研究机构分子科学研究所所長（1981年－1987年）、1985年任同研究機構長。期间于1981年任國際純化學和應用化學聯合會会長，1984年任日本化学会会長。1984年12月当选日本学士院会员。1988年至1995年，任综合研究大学院大学首任校长。2001年至2007年，任日本学士院院長。他的主要学术贡献是利用分子轨道理论解释了分子的电子状态与化学反应之间的关系，并确立了“电荷移动理论”。
1978年获日本学士院奖。1985年获文化功勞者表彰。1990年获文化勳章。1992年成为武藏野市名誉市民。1995年获勋一等瑞宝章。
2020年4月16日下午7时40分在东京都逝世，终年99岁。